# تينجليك
تينجليك هي بلدة في مقاطعة نوراتا في ولاية نواوي في أوزبكستان.